# Eugène Van Overloop

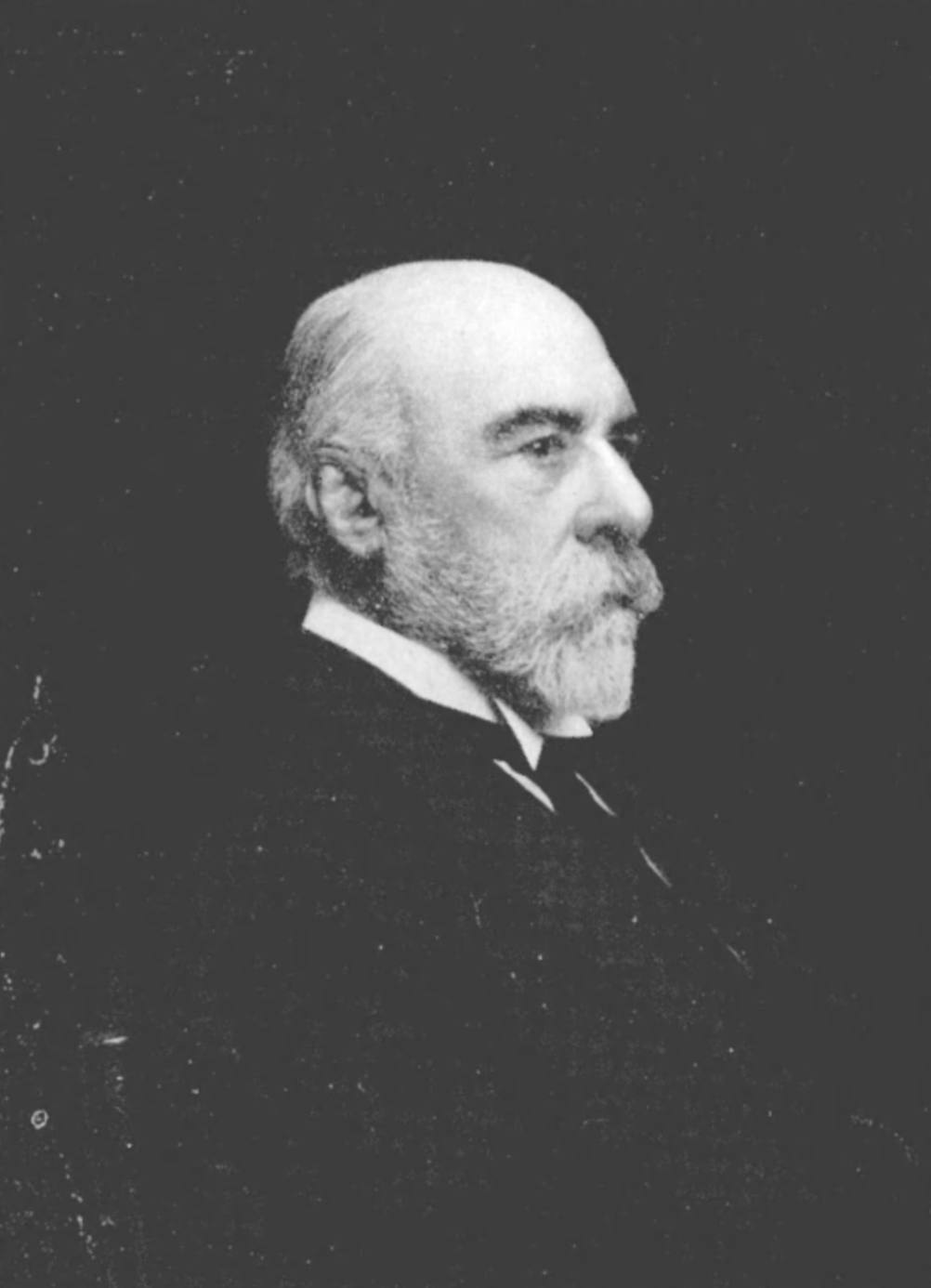
Eugène Van Overloop

Philippe Jacques Eugène Van Overloop (Brussel, 10 mei 1847 - Etterbeek, 12 maart 1926) was een Belgisch senator.

## Levensloop
Hij was een zoon van Pierre-Joseph Van Overloop, ambtenaar op het Ministerie van Buitenlandse Zaken, als bureauchef en nadien als directeur van de kanselarij en de boekhouding, en van Jeanne Portaels. Hij trouwde met Constance Delloye. Hij was een neef van volksvertegenwoordiger Isidore Van Overloop.
Hij promoveerde tot doctor in de rechten (1869) aan de ULB. Hij werd bankier als directeur-gerant van de Caisse Commerciale J. Delloye et Compagnie, tot in 1890. Hij was ook bestuurder in talrijke vennootschappen, onder meer:
- Verzekeringen Propriétaires Réunis,
- Bank van Brussel,
- Carrières Saint-Georges in Feluy,
- Hauts-Fourneaux et Laminoirs de Châtelet-Marchienne,
- Compagnie Générale des Grands Moulins Réunis,
- Caisse Commerciale de Bruxelles,
- Chemin de Fer de la Jonction Belgo-Prussienne,
- Société Minière d'Alstaden.

Hij stapte nadien over naar de museumwereld. Hij werd hoofdconservator van het Koninklijk Museum voor sierkunst en industrie (1897-1925). Hij werd ook secretaris van de Toezichtsraad van het Koninklijk Museum voor Natuurwetenschappen en lid van de Toezichtsraad voor de Koninklijke Musea van het Jubelpark. Voor de Wereldtentoonstelling van 1897 organiseerde hij de sectie wetenschappen.
Van Overloop bezat een grote eruditie. In etnografie, vaderlandse geschiedenis en aardrijkskunde was hij een specialist. Hij was deskundig in hydrografie, maar ook in kledij en de geschiedenis ervan. Hij won reputatie door zijn studies over kantwerk.
In 1888 werd hij onafhankelijk senator voor het arrondissement Brussel en vervulde dit mandaat tot in 1892.